# Вацлав Юречка
Вацлав Юречка (чеськ. Václav Jurečka, нар. 26 червня 1994, Опава, Чехія) — чеський футболіст, нападник турецького клубу «Чайкур Різеспор» та національної збірної Чехії.

## Ігрова кар'єра

### Клубна
Вацлав Юречка є вихованцем клубу «Опава», у складі якого він дебютував у Другій лізі чемпіонату Чехії. У 2017 році разом з командою Юречка виборов право грати в елітному дивізіоні. І в липні того року він зіграв перший матч у Фортуна-лізі.
На початку 2020 року Юречка перейшов до клубу «Словацко», з яким у 2022 році виграв Кубок Чехії.
Влітку 2022 року на правах вільного агента футболіст приєднався до столичної «Славії».
13 вересня 2024 року підписав контракт на два роки з турецьким «Чайкур Різеспором».

### Збірна
29 березня 2022 року у товариському матчі проти команди Уельсу Вацлав Юречка дебютував у складі національної збірної Чехії.

## Статистика виступів

### Статистика виступів за збірну
Станом на 15 жовтня 2023 року
| Дата       | Місто    | Господарі         | Результат | Гості             | Турнір                               | Голи | Примітки |
| ---------- | -------- | ----------------- | --------- | ----------------- | ------------------------------------ | ---- | -------- |
| 29-3-2022  | Кардіфф  | Уельс             | 1 – 1     | Чехія             | товариський матч                     | -    | 46'      |
| 2-6-2022   | Прага    | Чехія             | 2 – 1     | Швейцарія         | Ліга націй УЄФА 2022-2023 - 1-й етап | -    | 87'      |
| 5-6-2022   | Прага    | Чехія             | 2 – 2     | Іспанія           | Ліга націй УЄФА 2022-2023 - 1-й етап | -    | 78'      |
| 9-6-2022   | Лісабон  | Португалія        | 2 – 0     | Чехія             | Ліга націй УЄФА 2022-2023 - 1-й етап | -    | 46'      |
| 12-6-2022  | Малага   | Іспанія           | 2 – 0     | Чехія             | Ліга націй УЄФА 2022-2023 - 1-й етап | -    | 59'      |
| 17-6-2023  | Торсгавн | Фарерські острови | 0 – 3     | Чехія             | Відбір до ЧЄ 2024                    | -    | 81'      |
| 7-9-2023   | Прага    | Чехія             | 1 – 1     | Албанія           | Відбір до ЧЄ 2024                    | -    | 71'      |
| 10-9-2023  | Будапешт | Угорщина          | 1 – 1     | Чехія             | товариський матч                     | 1    | 72'      |
| 15-10-2023 | Пльзень  | Чехія             | 1 – 0     | Фарерські острови | Відбір до ЧЄ 2024                    | -    | 77'      |
| Усього     |          | Матчів            | 9         |                   | Голів                                | 1    |          |

## Досягнення

### Командні
Словацко
- Переможець Кубка Чехії: 2021/22

Славія (Прага)
- Переможець Кубка Чехії: 2022/23

### Особисті
- Найкращий бомбардир чемпіонату Чехії (2):

2022—2023 (20 голів), 2023—2024 (19 голів)